# پائولو آگاتسی
پائولو آگاتسی (ایتالیایی: Paolo Agazzi؛ زادهٔ ۵ مهٔ ۱۹۴۶) کارگردان فیلم، فیلم‌نامه‌نویس و تهیه‌کننده فیلم اهل ایتالیا است.
از فیلم‌هایی که وی در آن‌ها نقش داشته‌است، می‌توان به روزی که سکوت مرد اشاره نمود.